# Dipartimento di Colón (Córdoba)
Colón è un dipartimento argentino, situato nella parte centrale della provincia di Córdoba, con capoluogo Jesús María.

## Geografia fisica
Esso confina a nord con il dipartimento di Totoral, ad est con quello di Río Primero, a sud con i dipartimenti di Santa María e Capital, e ad ovest con quello di Punilla.
Il dipartimento è suddiviso nelle seguenti pedanie: Calera Norte, Constitución, Las Cañas, Río Ceballos, San Vicente.

## Società

### Evoluzione demografica
Secondo il censimento del 2001, su un territorio di 2.588 km², la popolazione ammontava a 171.067 abitanti, con un aumento demografico del 36,41% rispetto al censimento del 1991.

## Amministrazione
Nel 2001 il dipartimento comprendeva:
- 6 comuni (comunas in spagnolo):
  - Colonia Vicente Agüero
  - El Manzano
  - Estación General Paz
  - Mi Granja
  - Tinoco
  - Villa Cerro Azul
- 14 municipalità (municipios in spagnolo):
  - Agua de Oro
  - Colonia Caroya
  - Colonia Tirolesa
  - Estación Juárez Celman
  - Jesús María
  - La Calera
  - La Granja
  - Malvinas Argentinas
  - Mendiolaza
  - Río Ceballos
  - Saldán
  - Salsipuedes
  - Unquillo
  - Villa Allende